# きび酢
きび酢（きびす）はサトウキビを原料とした酢の一種。鹿児島県の奄美群島で作られる。

## 概要
醸造酢の一種であり、サトウキビ・水を原料とする。
元はサトウキビの搾汁を煮詰めて黒糖を製造したのち、鍋を洗うために水を浸した際にできる黒糖溶液が奄美土着の菌と結びつき、静置発酵にてできた偶然の産物であり、起源は薩摩藩により奄美で黒糖の生産が奨励された江戸時代に遡る。
約1年かけて発酵させた後、2年ほど熟成させて酸度を調整し、完成する。
それ以上の期間熟成させたものもあり、熟成期間が長いほど高品質とされ、味がまろやかになる。

## 特徴
日本でも奄美地方で作られる、稀少生の高い酢。
カリウム（塩分）が極めて少なく、抗酸化作用が期待されるポリフェノールや、穀物酢やぶどう酢には含まれていないビタミンC、疲労回復作用が期待されるクエン酸が豊富に含まれている。
きび酢が持つ高い活性酸素消去活性は、癌の一種である白血病細胞に対して増殖を抑える効果が認められたという研究結果がある。